# Carl Trueman

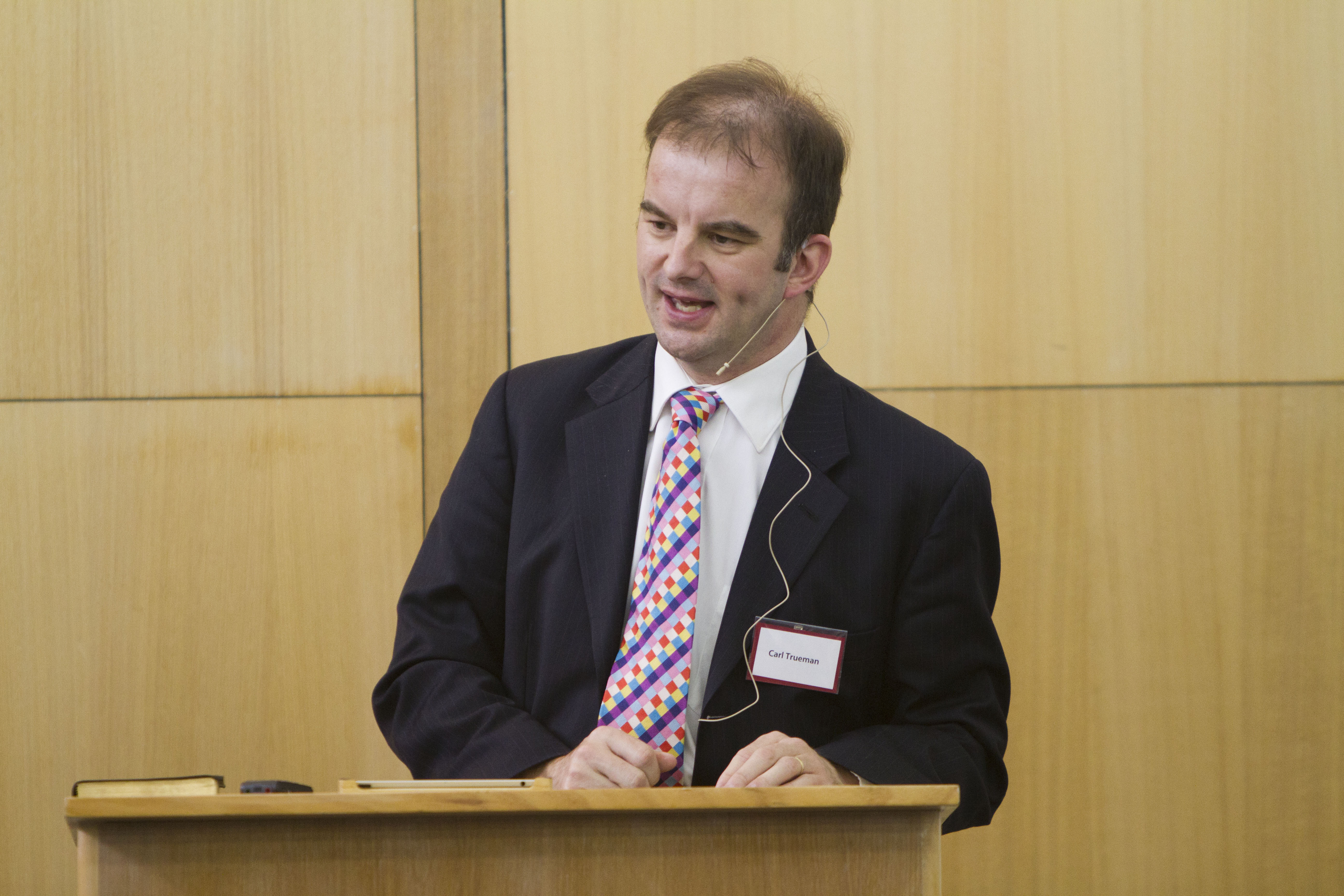
Carl Trueman am Presbyterian Theological College in Melbourne (2012)

Carl Russel Trueman, häufig kurz Carl R. Trueman, (* 18. März 1967 in Dudley, Vereinigtes Königreich) ist ein britischer reformierter Theologe, Kirchenhistoriker, Professor am Grove City College und Geistlicher der Orthodox Presbyterian Church.

## Leben
Trueman wurde am 18. März des Jahres 1967 im englischen Dudley geboren. Mit 17 Jahren kam er zum christlichen Glauben. Er studierte an der Universität Cambridge, wo er im Jahr 1988 am St Catharine’s College sein Masterabschluss erlangte. Anschließend promovierte er 1991 an der University of Aberdeen.
Ab 1991 lehrte er ebendort für zwei Jahre als Tutorial Assistant für Kirchengeschichte. Es folgte eine fünfjährige Spanne als Lecturer an der University of Nottingham, bis er wieder zurück an die University of Aberdeen kam, um hier von 1998 bis 2001 als Senior Lecturer für Theologie zu wirken. Danach verlegte er seinen Wohnsitz in die USA und lehrte am Westminster Theological Seminary in Glenside, Pennsylvania. Nach einer Periode als Dekan seit 2006 wurde er 2011 – er verblieb noch bis weiterhin 2012 als Dekan – auf die Paul-Woolley-Professur für Kirchengeschichte berufen. Eine Zeit lang war er daneben Visiting Fellow for Religion and Public Life des James Madison Programs an der Princeton University. Aus Glenside ging er 2018 an das private Liberal-Arts-College Grove City College, in der namensgebenden Kleinstadt im Bundesstaat Pennsylvania. Dort wurde er Professor am Department of Biblical and Religious Studies.
Seine Forschung betrifft vor allem die Kirchengeschichte der Reformation und grundsätzlich der Frühen Neuzeit. So publizierte er unter anderem zu Martin Luther und John Owen und gab mit dem Kirchenhistoriker Bruce Gordon das Oxford handbook of Calvin and Calvinism heraus. Weiterhin beschäftigte er sich in jüngerer Zeit mit modernen Vorstellungen vom Selbst und ihrem Einfluss auf die zeitgenössische Kultur sowie mit den Denkern Charles Taylor und Philip Rieff.
Darüber hinaus war er von 1998 bis zum Jahr 2007 Herausgeber des theologischen Journals Themelios und veröffentlicht regelmäßig Beiträge in der amerikanischen Zeitschrift First Things. Im Jahr 2022 trat er im Film What Is a Woman? auf.
Trueman ist ordinierter Geistlicher der Orthodox Presbyterian Church.

## Veröffentlichungen (Auswahl)
Monographien
- Luther's legacy. Salvation and English reformers, 1525–1556, teilw. zugleich: Aberdeen, Univ., Diss., 1991 u.d.T.: Trueman, Carl R.: The soteriology of the early English reformers, 1525–1556, Clarendon Pr, Oxford 1994, ISBN 978-0-19-826352-4.
- The claims of truth. John Owen’s Trinitarian theology, Paternoster Press, Carlisle 1998, ISBN 0-85364-798-4.
- The Wages of Spin, Christian Focus, Tain, Ross-shire 2004, ISBN 978-1-85792-994-2.
- John Owen. Reformed catholic, Renaissance man, Ashgate, Farnham, Surrey, Burlington, VT 2007, ISBN 978-0-75461-470-8.
- Histories and Fallacies: Problems Faced in the Writing of History, Crossway Books, 2010, ISBN 978-1-58134-923-8.
- The Real Scandal of the Evangelical Mind. Living with Purpose at Home and in the World, Moody Publishers, Chicago 2012, ISBN 978-0-80240-574-6.
- The Creedal Imperative, Crossway, Wheaton, IL 2012, ISBN 978-1-43352-190-4.
- mit Grant R. Osborne und John S. Hammett: Perspectives on the Extent of the Atonement. 3 Views, Andrew David Naselli und Mark A. Snoeberger (Hrsg.), B&H Publishing Group, New York 2015, ISBN 978-1-43366-971-2.
- mit Robert Kolb: Between Wittenberg and Geneva. Lutheran and Reformed Theology in Conversation, Baker Academic, Grand Rapids 2017, ISBN 978-0-80104-981-1.
- The Rise and Triumph of the Modern Self. Cultural Amnesia, Expressive Individualism, and the Road to Sexual Revolution, Crossway, Wheaton 2020, ISBN 978-1-43355-633-3.
  - Der Siegeszug des modernen Selbst. Kulturelle Amnesie, expressiver Individualismus und der Weg zur sexuellen Revolution, Verbum Medien, Bad Oeynhausen 2022, ISBN 978-3-98665-022-3.
- Strange new world. How thinkers and activists redefined identity and sparked the sexual revolution, Crossway, Wheaton, Illinois 2022, ISBN 978-1-43357-930-1.
  - Fremde neue Welt. Wie revolutionäre Denker Identität und Sexualität verstehen, Verbum Medien, Bad Oeynhausen 2023, ISBN 978-3-98665-077-3.
- Crisis of Confidence. Reclaiming the Historic Faith in a Culture Consumed with Individualism and Identity, Crossway, Wheaton 2024, ISBN 978-1-43359-001-6.

Herausgeberschaften
- mit R. Scott Clark (Hrsg.): Protestant scholasticism. Essays in reassessment, Paternoster, Carlisle 1999, ISBN 978-0-85364-853-6.
- mit Tony J. Gray and Craig L. Blomberg (Hrsg.): Solid Ground. 25 Years of Evangelical Theology, Apollos, Leicester 2000, ISBN 978-0-85111-465-1.
- mit Paul Helm (Hrsg.): The trustworthiness of God. Perspectives on the nature of scripture. Eerdmans, Grand Rapids, Mich. 2002, ISBN 978-0-80284-951-9.
- mit Bruce Gordon (Hrsg.): The Oxford handbook of Calvin and Calvinism, Oxford University Press, Oxford, United Kingdom 2021, ISBN 978-0-19-872881-8.

Weiteres
- Reformation: Yesterday, Today and Tomorrow, Christian Focus 2011, ISBN 978-1-84550-701-5.
  - Die Reformation: heute noch aktuell? 3L-Verlag, Waldems 2012, ISBN 978-3-941988-51-4.